# Мочениго, Джованни
Джованни Мочениго (итал. Giovanni Mocenigo; 1409, Венеция — 14 сентября 1485, там же) — 72-й венецианский дож, избранный на должность 18 мая 1478 года. При нём закончилась война с турками, вследствие которой Венеция отдала Османской империи некоторые крепости и выплатила большую дань. Между тем, дож провёл успешную кампанию против герцога Феррары Эрколе I д’Эсте, закрепив за Венецией некоторые земли на материке. Также в то время город пережил сильную вспышку чумы и пожар во Дворце дожей.

## Биография
Джованни Мочениго происходил из знатного древнего рода Мочениго и был сыном Леонардо Мочениго и Франчески Молин. Также его братом был дож Пьетро Мочениго (1474-1476), в тени которого жил Джованни. Он не добился большой карьеры в политической сфере: согласно некоторым предположениям, это было вызвано получением его братом столь высокой должности и нежеланием правительства давать семье Мочениго  много полномочий в государственном аппарате.
Он взял себе в жёны Таддеу Микель, которая впоследствии умерла от чумы 23 октября 1479 года.
Согласно некоторым хроникам, он был избран дожем больше благодаря заслугам своего брата, чем своим; между тем, историк Да Мосто приводит к нашему сведению хроники, в которых Джованни Мочениго представлен как "тихий, человечный, либеральный, правильный и справедливый" человек. Благодаря этой характеристике о нём складывается хорошее впечатление. Он также отличался мягкостью и скромностью. Предпочитая полагаться на факты больше, чем на расходящиеся мнения, Мочениго считается хорошим дожем, хотя и заключил в 1479 году с турками невыгодный для Венеции мир, но энергично и уверенно управлял городом.

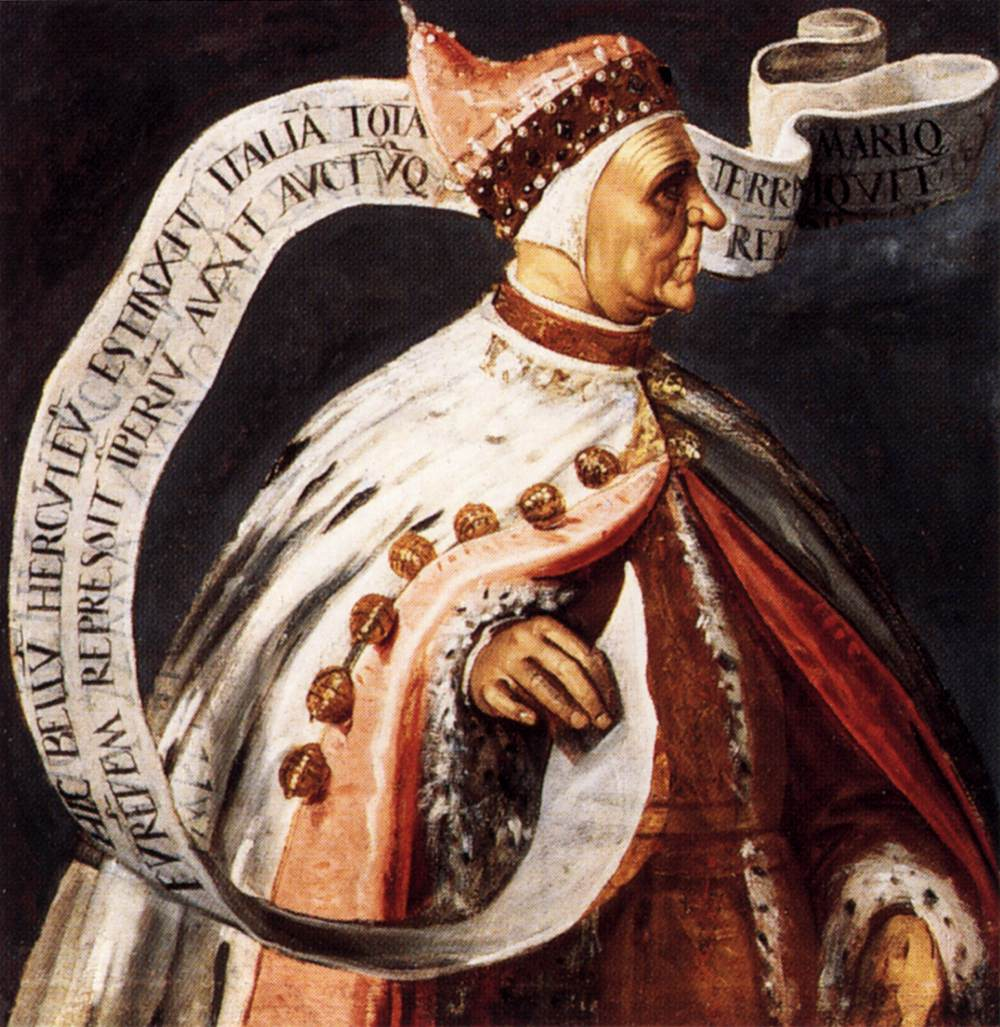
Портрет дожа работы Доменико Тинторетто.

## Правление
Джованни был избран дожем после восьмого тура выборов 18 мая 1478 года благодаря поддержке некоторых влиятельных родственников. Начало его правления ознаменовалось последними столкновениями в первой длинной войне против турок (1463-1479). Непропорциональность сил заставила республику подписать тяжёлый для неё мир: 25 января 1479 года ей пришлось уступить Османской империи несколько крепостей и заплатить большую дань, чтобы свободно торговать на османских землях. После окончания войны началась чума. Покосив большую часть горожан, она забрала жизнь супруги дожа. Дож также был болен, однако смог выжить.
В 1480 году, когда на востоке воцарился мир, напряжение начало нарастать на материке. Венеция неодобрительно смотрела на присутствие в регионе герцога Феррары Эрколе д'Эсте, которого поддерживал король Неаполя Фердинанд I. Благодаря союзу с папой Сикстом IV, который надеялся добиться выгоды для своего племянника Джироламо Риарио, Венеция вступила в войну и победила герцога, в то время как папа перешёл на другую сторону, по причинам оппортунизма. Мир был подписан 7 августа 1484 года в Баньоли; по нему, область Полезине, на которую претендовал герцог, отошла к Венецианской республике. Между тем, 14 сентября 1483 года, пожар уничтожил Дворец дожей, и восстановительные работы были начаты без замедления.
В течение лета 1485 года, дожа Мочениго снова затронула чума. Он умер 14 сентября 1485 года и был быстро втайне похоронен, чтобы избежать заражения других. С тех пор, в захоронения дожей стали класть их поддельные тела.
Надгробный памятник Джованни Мочениго выполнен из каррарского мрамора венецианским архитектором Пьетро Ломбардо и находится в церкви Санти-Джованни-э-Паоло. Он возводился в период с 1500 до 1522 года.

## В массовой культуре
Джованни Мочениго появляется в компьютерной игре Assassin's Creed II. По сюжету игры, орден тамплиеров организовал заговор против дожа с целью становления на эту должность своего человека. В итоге, Мочениго был отравлен членом Совета десяти, Карло Гримальди. Главный герой игры ассасин Эцио Аудиторе попытался помешать убийству, но было уже поздно. После этого, по замыслу тамплиеров, дожем стал Марко Барбариго.

Эпизодический персонаж книги Евгения Водолазкина "Лавр"